# Parki narodowe w Chile
Na terytorium Chile znajdują się 42 parki narodowe (stan na 1 sierpnia 2022 roku) zarządzane przez rządową agencję Corporación Nacional Forestal. Prawie wszystkie mają kategorię IUCN – II (park narodowy). Łącznie parki narodowe w Chile zajmują powierzchnię 132  068 km², co stanowi 17,45% powierzchni kraju. Pierwszym parkiem założonym na terenie kraju był Park Narodowy Vicente Pérez Rosales w 1926 roku.

## Lista parków narodowych
| Lp. | Zdjęcie | Nazwa parku narodowego                                                                               | Rok utworzenia | Powierzchnia (km²) | Region                            | Uwagi                                                    |
| --- | ------- | --- | -------------- | ------------------ | --------------------------------- | -------------------------------------------------------- |
| 1   |         | Park Narodowy Alberto de Agostini (hiszp. Parque Nacional Alberto de Agostini)                       | 1965           | 14 600             | Magallanes                        | rezerwat biosfery UNESCO                                 |
| 2   |         | Park Narodowy Alerce Andino (hiszp. Parque Nacional Alerce Andino)                                   | 1982           | 392,55             | Los Lagos                         | rezerwat biosfery UNESCO                                 |
| 3   |         | Park Narodowy Alerce Costero (hiszp. Parque Nacional Alerce Costero)                                 | 2010           | 246,94             | Los Ríos                          |                                                          |
| 4   |         | Park Narodowy Archipiélago de Juan Fernández (hiszp. Parque Nacional Archipiélago de Juan Fernández) | 1935           | 95,71              | Valparaíso                        | rezerwat biosfery UNESCO, ostoja ptaków IBA              |
| 5   |         | Park Narodowy Bernardo O’Higgins (hiszp. Parque Nacional Bernardo O’Higgins)                         | 1969           | 35 259             | Aisén, Magallanes                 |                                                          |
| 6   |         | Park Narodowy Bosque de Fray Jorge (hiszp. Parque Nacional Bosques de Fray Jorge)                    | 1941           | 100                | Coquimbo                          | rezerwat biosfery UNESCO, ostoja ptaków IBA              |
| 7   |         | Park Narodowy Przylądka Horn (hiszp. Parque Nacional Cabo de Hornos)                                 | 1945           | 631                | Magallanes                        | rezerwat biosfery UNESCO, ostoja ptaków IBA              |
| 8   |         | Park Narodowy Cerro Castillo (hiszp. Parque Nacional Cerro Castillo)                                 | 2018           | 1381,64            | Aisén                             |                                                          |
| 9   |         | Park Narodowy Chiloé (hiszp. Parque Nacional Chiloé)                                                 | 1982           | 431                | Los Lagos                         |                                                          |
| 10  |         | Park Narodowy Conguillío (hiszp. Parque Nacional Conguillío)                                         | 1987           | 608,33             | Araukania                         | rezerwat biosfery UNESCO                                 |
| 11  |         | Park Narodowy Corcovado (hiszp. Parque Nacional Corcovado)                                           | 2005           | 2096               | Los Lagos                         |                                                          |
| 12  |         | Park Narodowy Hornopirén (hiszp. Parque Nacional Hornopirén)                                         | 1988           | 661,96             | Los Lagos                         | rezerwat biosfery UNESCO                                 |
| 13  |         | Park Narodowy Huerquehue (hiszp. Parque Nacional Huerquehue)                                         | 1967           | 125                | Araukania                         | rezerwat biosfery UNESCO                                 |
| 14  |         | Park Narodowy Isla Guamblin (hiszp. Parque Nacional Isla Guamblin)                                   | 1967           | 106,25             | Aisén                             | ostoja ptaków IBA                                        |
| 15  |         | Park Narodowy Isla Magdalena (hiszp. Parque Nacional Isla Magdalena)                                 | 1983           | 2497,12            | Aisén                             |                                                          |
| 16  |         | Park Narodowy Kawésqar (hiszp. Parque Nacional Kawésqar)                                             | 2019           | 28 423,29          | Magallanes                        |                                                          |
| 17  |         | Park Narodowy La Campana (hiszp. Parque Nacional La Campana)                                         | 1967           | 80                 | Region Metropolitalny, Valparaíso | ostoja ptaków IBA                                        |
| 18  |         | Park Narodowy Laguna del Laja (hiszp. Parque Nacional Laguna del Laja)                               | 1958           | 116                | Biobío                            | rezerwat biosfery UNESCO ostoja ptaków IBA               |
| 19  |         | Park Narodowy Laguna San Rafael (hiszp. Parque Nacional Laguna San Rafael)                           | 1959           | 17 420             | Aisén                             | rezerwat biosfery UNESCO ostoja ptaków IBA               |
| 20  |         | Park Narodowy Las Palmas de Cocalán (hiszp. Parque Nacional Las Palmas de Cocalán)                   | 1989           | 37,09              | Libertador                        |                                                          |
| 21  |         | Park Narodowy Lauca (hiszp. Parque Nacional Lauca)                                                   | 1970           | 1378,83            | Arica y Parinacota                | rezerwat biosfery UNESCO ostoja ptaków IBA               |
| 22  |         | Park Narodowy Llanos de Challe (hiszp. Parque Nacional Llanos de Challe)                             | 1994           | 457,08             | Atakama                           |                                                          |
| 23  |         | Park Narodowy Llullaillaco (hiszp. Parque Nacional Llullaillaco)                                     | 1995           | 2687               | Antofagasta                       |                                                          |
| 24  |         | Park Narodowy Melimoyu (hiszp. Parque Nacional Melimoyu)                                             | 2018           | 1055               | Aisén                             |                                                          |
| 25  |         | Park Narodowy Morro Moreno (hiszp. Parque Nacional Morro Moreno)                                     | 2010           | 73,14              | Antofagasta                       |                                                          |
| 26  |         | Park Narodowy Nahuelbuta (hiszp. Parque Nacional Nahuelbuta)                                         | 1939           | 68                 | Araukania                         |                                                          |
| 27  |         | Park Narodowy Nevado Tres Cruces (hiszp. Parque Nacional Nevado de Tres Cruces)                      | 1994           | 590,82             | Atakama                           | wpisany na listę konwencji ramsarskiej                   |
| 28  |         | Park Narodowy Pali Aike (hiszp. Parque Nacional Pali Aike)                                           | 1970           | 50,3               | Magallanes                        | na wstępnej liście światowego dziedzictwa UNESCO         |
| 29  |         | Park Narodowy Pan de Azúcar (hiszp. Parque Nacional Pan de Azúcar)                                   | 1985           | 437,54             | Antofagasta, Atakama              |                                                          |
| 30  |         | Park Narodowy Patagonii (hiszp. Parque Nacional Patagonia)                                           | 2018           | 3045,28            | Aisén                             | ostoja ptaków IBA                                        |
| 31  |         | Park Narodowy Puyehue (hiszp. Parque Nacional Puyehue)                                               | 1941           | 1025,22            | Los Lagos, Los Ríos               | rezerwat biosfery UNESCO ostoja ptaków IBA               |
| 32  |         | Park Narodowy Queulat (hiszp. Parque Nacional Queulat)                                               | 1983           | 1540,93            | Aisén                             |                                                          |
| 33  |         | Park Narodowy Radal Siete Tazas (hiszp. Parque Nacional Radal Siete Tazas)                           | 2008           | 41,38              | Maule                             |                                                          |
| 34  |         | Park Narodowy Rapa Nui (hiszp. Parque Nacional Rapa Nui)                                             | 1935           | 71                 | Valparaíso                        | Lista światowego dziedzictwa UNESCO                      |
| 35  |         | Park Narodowy Río Clarillo (hiszp. Parque Nacional Río Clarillo)                                     | 2019           | 131,34             | MetropolitanaLibertador           |                                                          |
| 36  |         | Park Narodowy Salar del Huasco (hiszp. Parque Nacional Salar del Huasco)                             | 2020           | 99,5               | Tarapacá                          | wpisany na listę konwencji ramsarskiej ostoja ptaków IBA |
| 37  |         | Park Narodowy Tolhuaca (hiszp. Parque Nacional Tolhuaca)                                             | 1935           | 63,74              | Araukania, Biobío                 | rezerwat biosfery UNESCO                                 |
| 38  |         | Park Narodowy Torres del Paine (hiszp. Parque Nacional Torres del Paine)                             | 1959           | 2400               | Magallanes                        | rezerwat biosfery UNESCO                                 |
| 39  |         | Park Narodowy Vicente Pérez Rosales (hiszp. Parque Nacional Vicente Pérez Rosales)                   | 1926           | 2530               | Los Lagos                         |                                                          |
| 40  |         | Park Narodowy Villarrica (hiszp. Parque Nacional Villarrica)                                         | 1940           | 630                | Araukania, Los Ríos               | rezerwat biosfery UNESCO ostoja ptaków IBA               |
| 41  |         | Park Narodowy Volcán Isluga (hiszp. Parque Nacional Volcán Isluga)                                   | 1967           | 1747,44            | Tarapacá                          | ostoja ptaków IBA                                        |
| 42  |         | Park Narodowy Yendegaia (hiszp. Parque Nacional Yendegaia)                                           | 2013           | 1506               | Magallanes                        |                                                          |